# 10033 Bodewits
10033 Bodewits è un asteroide della fascia principale. Scoperto nel 1981, presenta un'orbita caratterizzata da un semiasse maggiore pari a 3,0236427 UA e da un'eccentricità di 0,0656042, inclinata di 11,14823° rispetto all'eclittica.